# Scogli di Mortoriotto
Scogli di Mortoriotto (soms ook enkelvoud Scoglio di Mortoriotto) is de benaming voor twee kleine rotseilandjes in de Mortorio-archipel voor de kust van het Italiaanse eiland Sardinië.
De eilandjes, beiden net vijftig meter lang, zijn onbewoond en liggen achthonderd meter ten noordoosten van het meest noordelijke punt van Mortorio. De Scogli di Mortoriotto vormen het meest oostelijke punt van het Nationaal Park La Maddalena-archipel. De eilandjes zijn echter geliefd bij duikers, vanwege de verscheidenheid aan onderwaterleven, met langoesten, kleurrijke sponsdieren en zwart koraal.
De IOTA-aanduiding van Scogli di Mortoriotto is, gelijk de andere eilanden in de Mortorio-archipel, EU-165. De Italian Islands Award-referentie (I.I.A., gegeven aan natuurlijke eilanden) was SS-055. Inmiddels hebben de eilanden in de Mediterranean Islands Award de code MIS-139.